# R103 (Spaarnwoude)
De Recreatieve weg 103 (r103) bij Velsen-Zuid is een korte weg die door het Recreatiegebied Buitenhuizen gaat. De weg begint bij de N202 en loopt tot de Buitenhuizerweg 8. De weg is 2,1 km lang.
Nieuwvliet: R101 · R102 · R103 · R104 · R105

Ommen: R101 · R102 · R103 · R104 · R105

Schouwen: R101 · R102 · R103 · R104 · R105 · R106 · R107 · R108 · R109 · R110 · R111 · R112

Spaarnwoude: R101 · R102 · R103 · R104 · R105 · R106

Voorthuizen: R101

IJmuiden: R101 · R102 · R103